# Hagermarsch
Hagermarsch là một đô thị ở huyện huyện Aurich, trong bang Niedersachsen, nước Đức. Đô thị Hagermarsch có diện tích 22,32 km².